# Židé v Irsku
Židé v Irsku jsou po více než tisíc let. Přestože byla židovská komunita vždy málo početná, podle cenzu z roku 2006 je v Irsku 1930 obyvatel židovského vyznání, je v irské společnosti dobře přijímaná. Většina Židů žije v Dublinu. Navzdory klesající tendenci počtu věřících je zde provozována židovská škola a existují tu různé kongregace.